# Dionizije Juričev
Dionizije Juričev (* 19. März 1915 in Vodice (Dalmatien); † 16. September 1943 im Weiler Butiga zu Dicmo bei Klis) war ein römisch-katholischer Militärgeistlicher und Ustascha-Funktionär.

## Leben
Juričev war Mitglied des Franziskanerordens und wurde 1939 zum Priester geweiht. Er wurde in Zagreb persönlicher Kurat von Ante Pavelić, den er während seines Studiums in Siena kennengelernt hatte. Im Juli 1941 bezeichnete Juričev den Unabhängigen Staat Kroatien als das Land der Kroaten, in dem nur Kroaten leben könnten. Es gäbe keinen Platz für Personen, die nicht konvertieren wollten, und es sei keine Sünde, selbst Kinder zu töten, wenn sich diese den Ustascha in den Weg stellten. Aufgrund von Juričevs Verhalten gegenüber einem Bischof, welcher der Ustascha kritisch gegenüber stand, ging Erzbischof Alojzije Stepinac disziplinarisch gegen Juričev vor und drohte ihm mit sofortiger Suspension. Ende 1941 übernahm Juričev die Leitung der religiösen Abteilung der Direktion für staatliche Erneuerung, deren Aufgabe die staatliche Koordination der Zwangskonversionen von Serben im Unabhängigen Staat Kroatien war. Diese Aufgabe hatte Juričev inne, bis er 1943 als Militärgeistlicher einer Ustascha-Eliteeinheit von kommunistischen Tito-Partisanen gefangen genommen und hingerichtet wurde.